# Национальный почтовый музей (Шри-Ланка)
Национальный почтовый музей Шри-Ланки (англ. National Postal Museum) — официальный музей почты Шри-Ланки, расположенный в здании Главного почтамта в Коломбо.

## История
Вначале почтовый музей работал в здании центрального телеграфа в 1918—1925 годах, затем переехал в здание Главпочтамта в 1994 году. Национальный почтовый музей был открыт 6 июля 2010 года.

## Экспозиция
В музее представлены основные сведения о почтовых отделениях начиная с периода голландского правления, редкие марки, почтовая техника, почтовые ящики и т. д. В целом музей даёт полное представление об истории шри-ланкийской почты.